# Taeniacara candidi
Taeniacara candidi – endemiczny gatunek słodkowodnej ryby z rodziny pielęgnicowatych, jedyny przedstawiciel rodzaju Taeniacara Myers, 1935. Hodowana w akwariach.

## Występowanie
Ameryka Południowa (Brazylia). Dorzecze Amazonki i Rio Negro.

### Opis
Dorasta do 5 cm długości.